# Muzeum Wsi Słowińskiej
Muzeum Wsi Słowińskiej je skanzen v obci Kluki u Smołdzina ve gmině Smołdzino v okrese Słupsk v Pomořském vojvodství v severním Polsku. Je součástí Muzea Pomorza Środkowego ve Słupsku. Nachází se také v západní části Slovinského národního parku (Słowiński Park Narodowy) u jezera Łebsko.

## Historie a popis muzea
Svoji činnost zahájilo v roce 1963, budovy pocházejí z poloviny 19. století. Zachovává své původní umístění, expozice reprezentuje kulturu Pomořanských Slovinců - obyvatel žijících u jezer Gardno a Łebsko.

## Další informace
Vstupné do muzea je zpoplatněno.

## Galerie

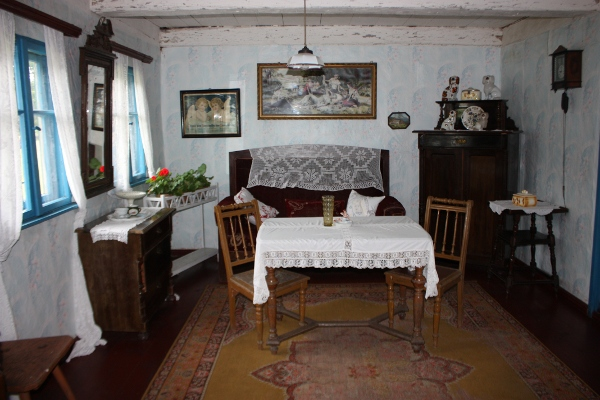
Jeden z mnoha pokojů
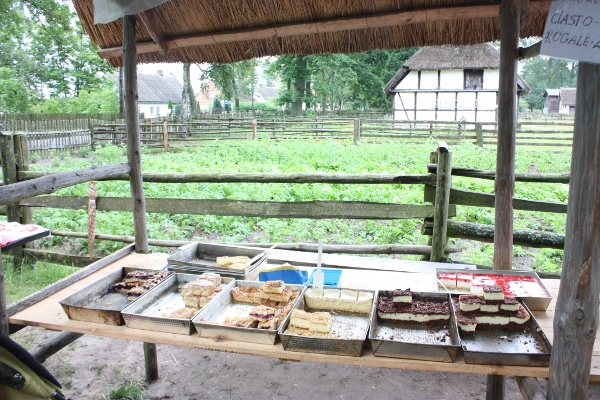
Možnost ochutnání tradičních pokrmů
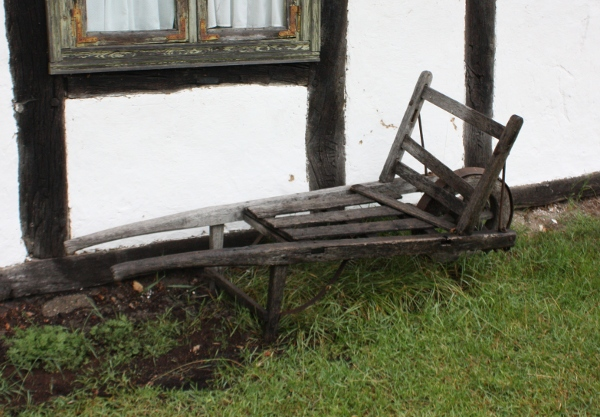
Ve vsi je veškeré dobové vybavení
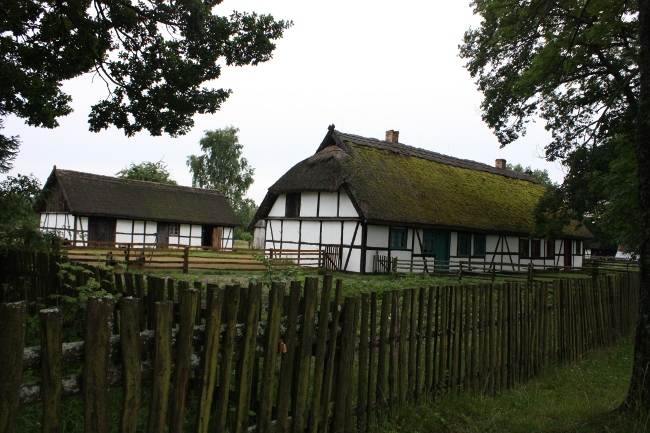
Většina domů ve vesnici je upravena na muzeum
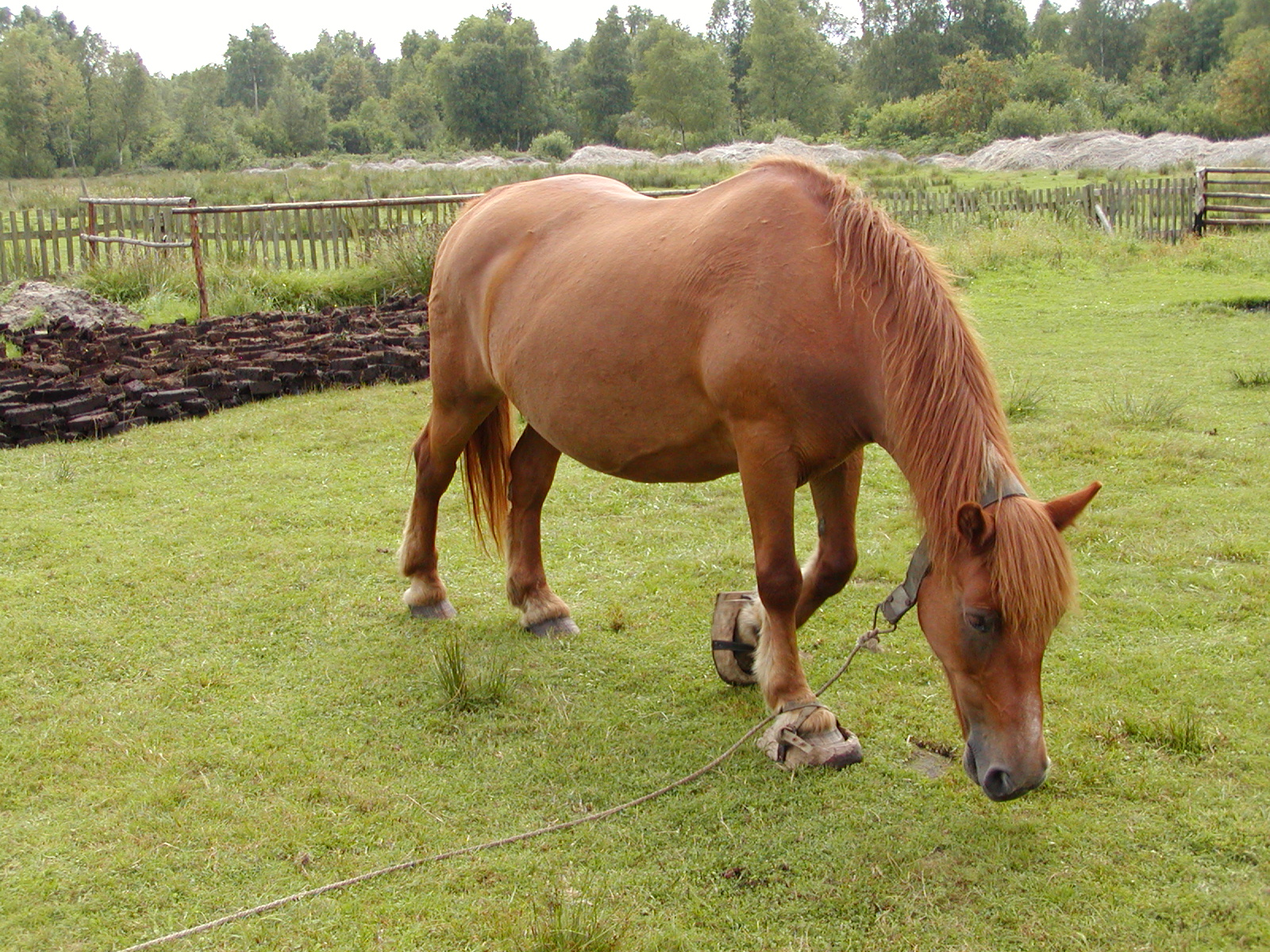
Kůň v klumpach – zařízení umožňujícím snazší pohyb po bahnitém terénu